# Kjálkaversfoss
Kjálkaversfoss är ett vattenfall i republiken Island.   Det ligger i regionen Suðurland, i den centrala delen av landet, 140 km öster om huvudstaden Reykjavík. 
Terrängen runt Kjálkaversfoss är huvudsakligen platt. Kjálkaversfoss ligger nere i en dal.  Trakten runt Kjálkaversfoss är nära nog obefolkad, med mindre än två invånare per kvadratkilometer. Det finns inga samhällen i närheten. Trakten runt Kjálkaversfoss består i huvudsak av gräsmarker.
Trakten ingår i den boreala klimatzonen. Årsmedeltemperaturen i trakten är −2 °C. Den varmaste månaden är juli, då medeltemperaturen är 12 °C, och den kallaste är februari, med −10 °C.